# Imants Bleidelis
Imants Bleidelis (ur. 16 sierpnia 1975 w Rydze) – piłkarz łotewski grający na pozycji ofensywnego pomocnika.

## Kariera klubowa
Bleidelis wywodzi się z Rygi. Karierę piłkarską rozpoczął w tamtejszym Skonto Ryga, najbardziej utytułowanym klubie w kraju. W 1992 roku zadebiutował w pierwszej lidze łotewskiej, jednak w pierwszych dwóch sezonach nie zaliczył więcej żadnego spotkania i miał niewielki udział w dwukrotnym wywalczeniu mistrza kraju i zdobyciu Pucharu Łotwy w 1992 roku. W 1993 roku Imants występował w Interskonto Ryga, ale w 1994 powrócił do Skonto. Występował w nim do 1999 roku i w tym okresie sześciokrotnie z rzędu zostawał mistrzem Łotwy, a w 1995, 1997 i 1998 trzykrotnie zdobywał tamtejszy puchar.
Jesienią 1999 roku Bleidelis został sprzedany za 650 tysięcy funtów do angielskiego Southampton F.C. Podpisał 3,5 letni kontrakt i dołączył do swojego rodaka, Mariansa Paharsa. Do końca sezonu 1999/2000 nie rozegrał żadnego spotkania w pierwszej drużynie, a przez kolejne dwa wystąpił zaledwie dwa razy na boiskach Premiership. Latem 2002 Łotysz odszedł z zespołu i trafił do duńskiego Viborg FF. Tam był podstawowym zawodnikiem i w lidze duńskiej spędził 2,5 sezonu.
W trakcie sezonu 2004/2005 roku Imants rozwiązał kontrakt z Viborgiem. Otrzymał oferty ze Skonto i Venty Kuldiga, ale ostatecznie został zawodnikiem austriackiego Grazer AK. W Bundeslidze zadebiutował 13 listopada w zremisowanym 0:0 spotkaniu z VfB Admira Wacker Mödling. W 2005 roku został z klubem z Grazu wicemistrzem Austrii, a spędził w nim jeszcze jesień tamtego roku.
W 2006 roku Bleidelis wrócił na Łotwę. Przez półtora roku występował w FK Jūrmala. Latem 2007 został zawodnikiem Liepājas Metalurgs, z którym wygrał Baltic League - 5:1 i 3:1 w finale z FK Ventspils. Po zakończeniu sezonu 2007/2008 zakończył karierę.
| Sezon   | Klub               | Kraj    | Rozgrywki   | Mecze | Bramki |
| ------- | ------------------ | ------- | ----------- | ----- | ------ |
| 1992    | Skonto Ryga        | Łotwa   | Virslīga    | 1     | 0      |
| 1993    | Skonto Ryga        | Łotwa   | Virslīga    | 0     | 0      |
| 1994    | Interskonto Ryga   | Łotwa   | Virslīga    | 11    | 1      |
| 1994    | Skonto Ryga        | Łotwa   | Virslīga    | 11    | 0      |
| 1995    | Skonto Ryga        | Łotwa   | Virslīga    | 24    | 1      |
| 1996    | Skonto Ryga        | Łotwa   | Virslīga    | 20    | 3      |
| 1997    | Skonto Ryga        | Łotwa   | Virslīga    | 20    | 8      |
| 1998    | Skonto Ryga        | Łotwa   | Virslīga    | 24    | 8      |
| 1999    | Skonto Ryga        | Łotwa   | Virslīga    | 19    | 4      |
| 1999/00 | Southampton F.C.   | Anglia  | Premiership | 0     | 0      |
| 2000/01 | Southampton F.C.   | Anglia  | Premiership | 1     | 0      |
| 2001/02 | Southampton F.C.   | Anglia  | Premiership | 1     | 0      |
| 2002/03 | Viborg FF          | Dania   | Superligaen | 14    | 2      |
| 2003/04 | Viborg FF          | Dania   | Superligaen | 26    | 2      |
| 2004/05 | Viborg FF          | Dania   | Superligaen | 15    | 2      |
| 2004/05 | Grazer AK          | Austria | Bundesliga  | 11    | 0      |
| 2005/06 | Grazer AK          | Austria | Bundesliga  | 18    | 0      |
| 2006/07 | FK Jūrmala         | Łotwa   | Virslīga    | 26    | 7      |
| 2007/08 | Liepājas Metalurgs | Łotwa   | Virslīga    | 22    | 1      |

## Kariera reprezentacyjna
W reprezentacji Łotwy Bleidelis zadebiutował 19 maja 1995 roku w wygranym 2:0 spotkaniu Baltic Cup z Estonią. W 2004 roku został powołany przez Aleksandrsa Starkovsa do kadry na Euro 2004. Tam zagrał we wszystkich trzech spotkaniach: przegranych 1:2 z Czechami i 0:3 z Holandią oraz zremisowanym 0:0 z Niemcami. 2 czerwca 2007 Imants rozegrał swój setny mecz w reprezentacji - Łotwa przegrała w nim 0:2 z reprezentacją Hiszpanii.